# Monocelis corallicola
Monocelis corallicola är en plattmaskart som beskrevs av Curini-Galletti och Cannon 1996. Monocelis corallicola ingår i släktet Monocelis och familjen Monocelididae. Inga underarter finns listade i Catalogue of Life.